# Stazione di Cuorgnè
La stazione di Cuorgnè è una stazione ferroviaria della ferrovia Canavesana posta nel comune di Cuorgnè, nella città metropolitana di Torino.
Precedemente gestita dal Gruppo Torinese Trasporti (GTT), dal 1 gennaio 2024 è gestita da Rete Ferroviaria Italiana (RFI).

## Storia
L'impianto fu inaugurato nel 1906 in sostituzione della preesistente fermata posta lungo la tranvia Rivarolo-Cuorgnè.

## Strutture e impianti
La stazione è raccordata con la fabbrica della Federal Mogul.

## Movimento
La stazione era servita dai treni regionali in servizio sulla relazione denominata Linea 1 del Servizio Ferroviario Metropolitano di Torino operata da GTT nell'ambito del contratto di servizio stipulato con la Regione Piemonte.
Dal mese di novembre 2020 il servizio è sostituito da autobus fino all'elettrificazione della restante ferrovia ed entrata in servizio dei treni regionali di Trenitalia.

## Servizi
La stazione dispone di:
- Biglietteria a sportello